# Giuseppe Morabito (criminel)
Pour les articles homonymes, voir Giuseppe Morabito et Morabito.
Giuseppe Morabito (né le 15 août 1934 à Africo dans la Locride, dans la province de Reggio de Calabre en Calabre) est un chef historique de la 'Ndrangheta et plus précisément de la 'Ndrina Morabito.
Il est surnommé u tiradrittu (« l'exécuteur »). Il était inscrit sur la liste des personnes les plus recherchées d'Italie, jusqu'à son arrestation en février 2004.
Il est le père de Giovanni Morabito.